# Bohdanovce
Bohdanovce (em alemão: Bogdanowetz; húngaro: Garbócbogdány) é um município da Eslováquia, situado no distrito de Košice-okolie, na região de Košice. Tem 5,94 km² de área e sua população em 2018 foi estimada em 1.130 habitantes.

## Demografia
| Ano:        | 1994 | 2004   | 2014   | 2024    |
| ----------- | ---- | ------ | ------ | ------- |
| Broj ljudi: | 936  | 952    | 1043   | 1176    |
| Razlika:    |      | +1,70% | +9,55% | +12,75% |

| Ano:               | 2023 | 2024   |
| ------------------ | ---- | ------ |
| Número de pessoas: | 1173 | 1176   |
| Diferença:         |      | +0,25% |